# 謝蕡
謝蕡（1487年—？），字維盛，福建福州府閩縣人，匠籍，明朝政治人物。

## 生平
福建鄉試第二十五名舉人，正德十六年（1521年）辛巳科進士。授禮科給事中，以敢於直諫聞名，嘉靖三年（1524年）大禮議時參與左順門哭諫，被廷杖，論劾張璁、桂萼，被奪俸，四年（1525年）外放兩廣任職，升直隸太平府知府，未到任，卒於途。隆慶元年（1567年）追贈太常寺少卿。

## 著作
著有《後鑒錄》三卷。

## 家族
曾祖謝亹；祖父謝睿，翰林院檢討，贈戶部主事；父謝澤，義官。母王氏。永感下。